# Sky (デュオ)
Sky（スカイ）は大阪府出身の姉妹ボーカルデュオ。2010年4月にシングル「夢ひとつ -2010Special-」でユニバーサルミュージックよりメジャーデビューUNIVERSAL J。2010年6月にミニアルバム「相支相合」をリリース。2014年12月よりOffice Aiso-L(アイソール)として独立。楽曲制作やライブなど音楽活動を中心にしながら、レポーターやモデルなど幅広く活動している。

## メンバー
- 空さやか（そら さやか、8月17日 - 、姉）

血液型O型。愛称さや、さや姉。
6オクターヴにも及ぶ驚異的な声域を誇り（ミックスボイス含む）、カラオケのレパートリーにマライア・キャリーの名を連ねるほどである。穏やかな性格ながら、産み出す楽曲に対し完璧主義とも言える姿勢を見せる。本人曰く「相当の泣き虫」との事で、自身のブログでも日々の生活の中で感動したエピソードを題材に取り上げる事が多い。好物はしゃぶしゃぶ。
2015年8月17日に結婚を発表。2016年5月25日、第1子女児の出産を報告。
- 空まどか（そら まどか、10月27日 - 、妹）

血液型O型。愛称まぁ、まぁさん。
2008年のデビュー時点で近畿大学の学生であり、スカウト運動の部活動に在籍していた事がある。小柄な風貌に反して非常に胆の据わった一面を持つ。姉さやかの一貫した作家性に対し、世の音楽シーンの様々な面に影響を受け、Skyの音楽面での振り幅を大きく拡げる事に貢献している。ももが好きだと自身のブログで語っている。

## 概要
2004年に結成。アマチュア活動を経て2008年1月30日にマキシシングル「積み木/忘れもの」でデビュー。2010年4月28日にシングル「夢ひとつ -2010Special-」でメジャーデビューを果たす。2人は実の姉妹であり、ユニット名は2人の本名である「空」が由来となっている。
姉さやかの抒情的な歌声、妹まどかのパワフルな歌声による独特のハーモニーを特徴とする。2人の歌声が音楽理論的な意味合いを超えて完璧に融合するさまは姉妹ならではといえる。ストリート出身という下地と経験を活かし、2人のみ（バックトラックはカラオケ）の最小編成からフルバンドまでシーンによってステージング・パフォーマンスのスタイルを使い分ける。
基本的に作詞作曲を姉のさやかが行っており、そのため自身の声域、声質、世界観に則ったメロディーラインのものが多い。
姉妹ともにコブクロをリスペクトしており、目標にしている部分も多い。
お互いを公私共に「何よりも代えがたい存在」と公式ブログで語っている。

## 来歴

### 結成以前
「空にある窓からさわやかな風が空家に吹き込んでくる」という願いを込めて、「さやか」「まどか」と名づけられる。
幼少の頃より歌う事が好きだった2人はキャレス ボーカル&ダンススクール大阪校（大阪市都島区）に入校。
2人が在学中に結成した女子高生アカペラグループ「きゅぅ～!!」では共にリードを務め、また同グループはフジテレビ系列のバラエティ番組『力の限りゴーゴゴー!!』（ネプチューン司会）の人気レギュラーコーナー「全国ハモネプLEAGUE2・3」に関西代表として出場を果たしている。
この番組からデビューしたグループにRAG FAIR、INSPi、ア・カッペラーズなどがいる。

### アマチュア時代

#### 2004年
「きゅぅ～!!」解散後の2004年、「Sky」を結成。自分達のオリジナル楽曲を携え、ストリートやライブハウスを中心に地道な活動をスタートさせる。当時はカバー曲やアカペラ曲もセットリストに織り交ぜた構成が多かった。
この年の11月に初の音源「SCENE」をリリースしている。

#### 2006年
9月に2枚目の音源となるマキシ「Only〜Sky〜」をリリース。

#### 2007年
6月にアマチュアでは最後となる3枚目のマキシ「積み木」をリリース。「Only ～Sky～」と共にライブ会場での販促物はこのCDがメインだった。ファンの人気が最も高いこの曲の誕生によって、Skyの活動速度に拍車がかかる事になる。
7月22日、avexが主催する日本最大級のライブサーキット「a-nation」神戸公演パワーステージの出場をかけたオーディションにエントリー。最終選考の9組の中から大阪のインディーズバンド「#9(スージーキュウ)」と共にグランプリを獲得。この年のa-nation出場アーティストとなった。
また時を同じくして、「関西の優れた才能を全国に」という理念のもと、大阪の放送局である朝日放送が「中之島レコーズ」という新レーベル発足に奔走しており、事業パートナーとして決定していたモバイルコンテンツプロバイダ「株式会社インデックス」の専任局長（発足後中之島レコーズのプロデューサーに就任）がこの日のオーディションに審査員として参加していた。この出会いをきっかけに、中之島レコーズからのデビューという青写真が描かれる事になる。
8月19日、「a-nation'07 powered by ウイダーinゼリー」神戸公演パワーステージに出場。
11月3日、3rdマキシ収録の「忘れもの」が朝日放送の土曜ナイトドラマ「初恋net.com〜忘れられない恋のうた〜」のエンディングテーマに決定。同年12月22日までオンエアされた。この番組で流された「忘れもの」はドラマ用に急遽制作されたものを使用しており、2007年版のオリジナルと比べ、若干コード進行が異なっている。尚、このCDは番組放送時期に抽選で視聴者50名にプレゼントされた。
※このドラマと同時期に制作された「忘れもの」のプロモーションビデオが存在する。内容は主にドラマの劇中で実際に使用されたセットをバックに歌うSkyの姿、ドラマ本編からの抜粋映像、そして実際のレコーディング風景をメインに構成されている。

### デビューその後

#### 2008年
1月30日にマキシシングル「積み木/忘れもの」で本格的にプロデビュー（インディーズ）を果たす。「積み木」はニューバージョン。

#### 2009年
11月19日にユニバーサルミュージックジャパンとメジャー契約。

#### 2010年
4月28日にシングル「夢ひとつ -2010Special-」でメジャーデビューを果たす。4月30日より、初のコンサートツアーを東京・大阪・福岡にて開催。
6月30日にミニアルバム「相支相合」発売。
デビューシングルキャンペーンやコンサートツアー中から食欲不振や疲労などの自覚症状が出ていたまどかが激しい頭痛を訴え、病院で検査をしたところ、小脳に腫瘍が発見されたため、6月中旬に緊急入院し腫瘍除去手術を行った。術後の経過も良好で7月5日に退院。自宅療養後、8月20日の「LIVE so SWEETs -Delightful Days-」より復帰した。

## ディスコグラフィー

### デビュー以前の音源
いずれも現在入手不可。
- SCENE（2004年11月）

1. SCENE　作詞・作曲：空さやか
2. ボクの果て　作詞・作曲：空さやか
3. ALL Right　作詞・作曲：空さやか

- Only〜Sky〜（2006年9月）

1. S・K・Y <A capella>　作詞・作曲：空さやか
2. Only 愛　作詞・作曲：空さやか
3. Scene <New Ver.>　作詞・作曲：空さやか

- 積み木（2007年6月）

1. 積み木　作詞・作曲：空さやか
2. 色花　作詞・作曲：空さやか
3. 忘れもの　作詞・作曲：空さやか

### インディーズ

#### シングル
- 積み木/忘れもの（2008年1月30日発売、中之島レコーズ）

1. 積み木　作詞・作曲：Skyさやか
朝日放送『近未来×予測テレビ ジキル&ハイド』EDテーマ
2. 忘れもの　作詞・作曲：Skyさやか
朝日放送 土曜ナイトドラマ『初恋net.com〜忘れられない恋のうた〜』EDテーマ
3. あい×3　作詞・作曲：Skyさやか
朝日放送 ナイトinナイト『ビーバップ!ハイヒール』EDテーマ
4. 積み木（カラオケ）
5. 忘れもの（カラオケ）
6. あい×3（カラオケ）

#### ミニアルバム
- あなたとストーリー（2008年12月3日、中之島レコーズ）

1. Kazoku
2. レインボーハート
3. 笑う街
4. カラフル
5. あなたとストーリー

- 夢ひとつ（2009年6月3日、Sky Factory）

1. Future world
2. 夢ひとつ
3. 流れ星
4. 薊
5. キミと描く未来
6. ライフ

#### ライブアルバム
- 史上最大の絆（2009年4月26日、関西音楽堂）※ライブ会場限定販売

1. 朧月夜
2. Only 愛
3. Kazoku
4. カラフル
5. YES or NO
6. 薊
7. 向日葵
8. 忘れもの
9. あなたとストーリー
10. 300人のハッピーバースデー 誕生日サプライズ企画
11. たった一人でもHappy
12. 笑う街
13. 積み木
14. 一片（まどかによるピアノ演奏）

### メジャー

#### シングル
- 夢ひとつ -2010Special-（2010年4月28日、Universal J）

1. 夢ひとつ -2010Special-
「Colantotte」CMソング
朝日放送 ナイトinナイト『今ちゃんの「実は…」』4月度EDテーマ
2. 花と幹 -Orchestra Ver.-
朝日放送 環境キャンペーン『ガラスの地球を救え』2010テーマソング
3. 夢ひとつ -2010Special-（Instrumental）
4. 花と幹 -Orchestra Ver.-（Instrumental）

#### ミニアルバム
- 相支相合（2010年6月30日、Universal J）

1. 絆
2. 夢ひとつ-2010Special-
3. その手で
4. キット未来
5. ヒコーキ雲
朝日放送『朝だ!生です旅サラダ』7～9月度EDテーマ
6. 花と幹 -Orchestra Ver.-

## 関連人物
- U.K.
- 野村佑香
- 戸田康平

## 参照
1. ↑  “姉妹デュオ「Ｓｋｙ」姉さやか結婚「出会えたことに感謝」”.  スポニチ (2015年8月17日). 2015年8月17日閲覧。
2. ↑  “Skyさやか、第1子女児出産を報告「人の命の神秘を感じた」”. ORICON STYLE (oricon ME). (2016年5月25日) 2016年5月25日閲覧。
3. ↑  ユニバーサルミュージックジャパンとメジャー契約決定!!
4. ↑  ファンの皆さんへのご報告とお詫び
5. ↑  私、本日、退院! - Skyオフィシャルブログ「相支相合」2010年7月5日